# Могилёв-Подольский округ
Могилёв-Подольский округ (укр. Могилів-Подільський округ; поначалу Могилёвский округ, укр. Могилівська округа) — административно-территориальная единица Украинской ССР в 1923—1930 и 1935—1937 годах. Центр — город Могилёв-Подольский.

## Округ в 1923—1930 годах
Могилёв-Подольский округ был образован в составе Подольской губернии в 1923 году, когда по всей УССР вводилось окружное деление. 3 июня 1925 года губернское деление было упразднено, и округ перешёл в прямое республиканское подчинение.
По данным на 1 января 1926 года, округ делился на 14 районов: Бабчинецкий, Барский, Джуринецкий, Копай-Городский, Лучинецкий, Могилёвский, Мурафский, Муровано-Куриловецкий, Станиславчикский, Черневецкий, Шаргородский, Ялтушковский, Ямпольский и Ярышевский.
В 1930 году Могилёв-Подольский округ был ликвидирован.
По данным на 1926 год, в округе проживало 521,7 тыс. чел. В том числе украинцы — 88,6 %; евреи — 7,6 %; поляки — 2,5 %; русские — 1,1 %.

## Округ в 1935—1937 годах
Вновь Могилёв-Подольский округ был образован 1 апреля 1935 года в качестве пограничного округа Винницкой области. Делился на 5 районов: Копайгородский, Муровано-Куриловецкий, Черневецкий, Ямпольский и Ярышевский. В 1937 году округ был упразднён, а его районы отошли непосредственно в Винницкую область.